# Cantón de Arreau
El cantón de Arreau era una división administrativa francesa, que estaba situada en el departamento de Altos Pirineos y la región de Mediodía-Pirineos.

## Composición
El cantón estaba formado por diecinueve comunas:
- Ancizan
- Ardengost
- Arreau
- Aspin-Aure
- Aulon
- Barrancoueu
- Bazus-Aure
- Beyrède-Jumet
- Cadéac
- Camous
- Fréchet-Aure
- Gouaux
- Grézian
- Guchen
- Ilhet
- Jézeau
- Lançon
- Pailhac
- Sarrancolin

## Supresión del cantón de Arreau
En aplicación del Decreto n.º 2014-242 de 25 de febrero de 2014, el cantón de Arreau fue suprimido el 22 de marzo de 2015 y sus 19 comunas pasaron a formar parte del nuevo cantón de Neste, Aure y Louron.